# Greg Van Avermaet
Greg Van Avermaet   (Lokeren, 17 de maig de 1985) és un ciclista belga, professional des del 2006 fins al 2023.
Bon esprintador en el seu palmarès destaquen dues victòries d'etapa al Tour de França i una a la Volta a Espanya, però també la París-Roubaix de 2017, la París-Tours de 2011, l'Omloop Het Nieuwsblad de 2016 i 2017, el Gran Premi de Mont-real de 2016, l'E3 Harelbeke de 2017 i la Gant-Wevelgem de 2017. El 2016 guanyà la medalla d'or a la prova en ruta dels Jocs de Rio de 2016.

## Palmarès
- 2005
  - Vencedor d'una etapa del Triptyque des Barrages
- 2006
  -  Campió de Bèlgica sub-23 en ruta
  - 1r a la Kattekoers
  - 1r a la Internationale Wielertrofee Jong Maar Moedig
  - 1r a la Zellik-Galmaarden
- 2007
  - 1r al Tour de Hainleite
  - 1r al Memorial Rik van Steenbergen
  - Vencedor d'una etapa del Tour de Qatar
  - Vencedor d'una etapa del Tour de Valònia
- 2008
  - Vencedor d'una etapa de la Volta a Espanya i  1r de la classificació per punts
  - 1r al Gran Premi Stad Sint-Niklaas
  - Vencedor d'una etapa de la Volta a Bèlgica
  - Vencedor d'una etapa del Tour de Valònia
  - Vencedor d'una etapa del Tour de l'Ain
- 2009
  - 1r a la Fletxa de Heist
- 2011
  - 1r a la París-Tours
  - 1r al Tour de Valònia i vencedor d'una etapa
  - Vencedor d'una etapa de la Volta a Àustria
- 2013
  - 1r al Tour de Valònia i vencedor de 2 etapes
  - Vencedor d'una etapa del Tour de Utah
- 2014
  - 1r al Gran Premi de Valònia
  - 1r al Gran Premi Impanis-Van Petegem
  - Vencedor d'una etapa a l'Eneco Tour
- 2015
  - 1r a la Volta a Bèlgica i vencedor d'una etapa
  - Vencedor d'una etapa al Tour de França
  - Vencedor d'una etapa a la Tirrena-Adriàtica
- 2016
  -  Medalla d'or als Jocs Olímpics de Rio de Janeiro en la cursa en línia
  - 1r a l'UCI Amèrica Tour
  - 1r a l'Omloop Het Nieuwsblad
  - 1r al Gran Premi Ciclista de Mont-real
  - 1r a la Gullegem Koerse
  - Vencedor d'una etapa al Tour de França
- 2017
  - 1r a l'UCI World Tour
  - 1r a l'Omloop Het Nieuwsblad
  - 1r a l'E3 Harelbeke
  - 1r a la Gant-Wevelgem
  - 1r a la París-Roubaix
  - 1r a la Volta a Luxemburg i vencedor de 2 etapes
- 2018
  - 1r al Tour de Yorkshire
  - Vencedor d'una etapa al Tour d'Oman
- 2019
  - 1r al Gran Premi Ciclista de Mont-real
  - Vencedor d'una etapa a la Volta a la Comunitat Valenciana
  - Vencedor d'una etapa al Tour de Yorkshire
- 2023
  - 1r als Boucles de l'Aulne

### Resultats al Tour de França
- 2009. 89è de la classificació general
- 2014. 38è de la classificació general
- 2015. Abandona (16a etapa). Vencedor de la 13a etapa
- 2016. 44è de la classificació general. Vencedor de la 5a etapa.  Porta el mallot groc durant 3 etapes
- 2017. 58è de la classificació general
- 2018. 28è de la classificació general.  Porta el mallot groc durant 8 etapes
- 2019. 36è de la classificació general
- 2020. 50è de la classificació general
- 2021. 97è de la classificació general

### Resultats a la Volta a Espanya
- 2008. 62è de la classificació general. Vencedor d'una etapa.  1r de la classificació per punts
- 2010. 49è de la classificació general
- 2011. 83è de la classificació general